# Soldatske, Velîka Pîsarivka
Soldatske (în ucraineană Солдатське) este localitatea de reședință a comunei Soldatske din raionul Velîka Pîsarivka, regiunea Sumî, Ucraina.

## Demografie
Componența lingvistică a localității Soldatske
     Rusă (89,1%)
     Ucraineană (10,23%)
     Alte limbi (0,13%)
Conform recensământului din 2001, majoritatea populației localității Soldatske era vorbitoare de rusă (89,1%), existând în minoritate și vorbitori de ucraineană (10,23%).